# 후시미노미야 사다키요 친왕
후시미노미야 사다키요 친왕 (伏見宮貞清親王)은 에도 시대 초기의 황족이다. 10대 후시미노미야이고, 9대 후시미노미야 쿠니노부 친왕의 장남이다. 친왕비는 우키타 히데이에의 딸이자 마에다 토시나가의 양녀인 오나구노카타 (おなぐの方)이다.
게이쵸 10년 (1605년)에 원복, 친왕 선하를 받았다.

## 가족 관계
- 미야슨도코로(御息所) : 오나구노카타 (우키타 히데이에의 딸)
  - 왕자 : 쿠니나리 친왕 (1615 ~ 1653) - 11대 후시미노미야
- 뇨보(女房) : 안도 마사모토의 딸
  - 왕자 : 사다유키 친왕 (1632 ~ 1694) - 13대 후시미노미야
- 생모 불명
  - 왕녀 : 秀山松栄女王 (1609 ~ 1662)
  - 왕녀 : 테루코 여왕 (야스노미야, 1625 ~ 1707) - 도쿠가와 미츠사다의 정실
  - 왕녀 : 우메코 여왕 (시치노미야, 1628 ~ 1680) - 코가 히로미치의 정실
  - 왕녀 : 아키코 여왕 (아사노미야, 1640 ~ 1676) - 도쿠가와 이에츠나의 정실
  - 왕자 : 쿠니미치 친왕 (1641 ~ 1654) - 12대 후시미노미야
  - 왕녀 : 仙嶽聖崇女王 (1644 ~ 1670)